# 王昭儀 (曹操)
王 昭儀（おう しょうぎ、生没年不詳）は、中国後漢末期から三国時代の魏にかけての女性。曹操の昭儀（側室）。

## 生涯
曹操の寵愛を受けており、曹丕が太子に選ばれるよう尽力した。曹幹が3歳の時、彼の母の陳姫が死去したため、曹操の命で彼を引き取り養育した。
曹操の遺令もあって、曹丕は曹幹を他の弟たちよりも厚遇し、また自身も没するにあたって太子の曹叡に、王昭儀には恩があることを遺詔にて伝えたという。